# 武夷山风景名胜区
27°39′N 117°57′E / 27.650°N 117.950°E

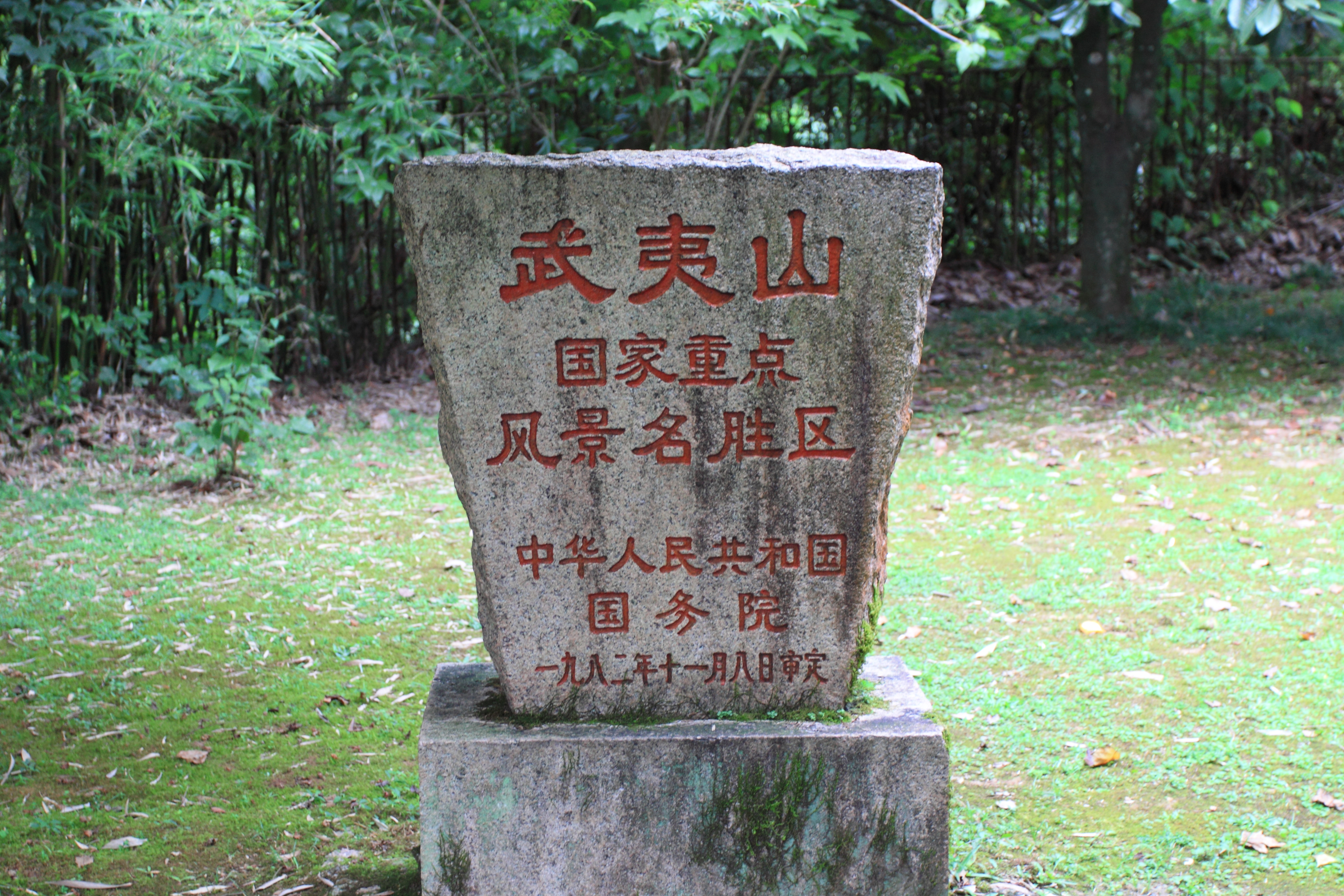
武夷山国家重点风景名胜区标志碑

武夷山风景名胜区位于中国福建南平武夷山市中部，行政区域属武夷街道和星村镇，设立于1979年，1982年被列为第一批国家重点风景名胜区，是“武夷山”世界遗产的重要组成部分。也是中國少數以觀光成功拉動低排放經濟的城市。
武夷山不是一座独立的山峰，而是一片低山丘陵，属于典型的丹霞地貌，发源于黄岗山的九曲溪由西向东，历九曲十八弯，横贯这一地区，自古即以“丹山碧水”著称于世，被誉为“奇秀甲东南”。
早在青铜时代，这里就是闽越先民的活动地带，至今还保存有武夷山崖墓群。西汉时期，汉武帝就曾派遣使者在大王峰南麓设坛祭祀山神武夷君，武夷山由此而得名。唐玄宗天宝年间封武夷山为“天下名山”。唐末五代时把武夷山列为天下三十六洞天的“第十六洞升真元化之天”。南宋时期，朱熹在五曲隐屏峰下设武夷精舍，讲学数十年，将理学发扬光大。宋代遇林亭一带是建窑的主要生产地之一，现在仍存有遇林亭窑址。元代在四曲一带设有御茶园，进贡武夷岩茶，至近代，大红袍更成为茶中极品。
武夷山古时即被人们称其具备“三三六六”之胜，三三得九，即九曲溪；六六三十六，指三十六座奇峰。另外还有七十二洞、九十九岩、一百零八景等称谓。现代的风景名胜区共分为六大景区：九曲溪景区、武夷宫-大王峰景区、云窝-天游景区、虎啸岩-一线天景区、水帘洞-大红袍景区、遇林亭-莲花峰景区。
自1979年建制至2008年，武夷山风景名胜区共接待海内外游客2430万人次，其中境外游客191.1万人次。2011年武夷山风景名胜区接待中外游客711万人次，并以旅游总收入122.6亿元列全国5A旅游景区第一位。
2019年5月18日起，武夷山风景名胜区实行实名制购票。

## 九曲溪景区
九曲溪发源于黄岗山南麓，全长62.8千米，流域面积534平方千米。自星村由西向东，历九曲十八弯，横贯景区，在武夷宫附近汇入崇阳溪。古人游览九曲溪，多从武夷宫逆流而上，以武夷宫附近记为一曲，玉女峰下为二曲，直至星村为九曲。从星村至武夷宫，长约9.5千米，直线距离仅5千米，曲率达1.9。沿途水清见底，山回溪转，移舟换景，是武夷山的精华所在。以朱熹的《九曲棹歌》为代表，历代文人对九曲溪歌咏不断。
由九曲顺流而下，沿途可见的景点有：
- 九曲（星村—嶂岩）：白云岩、三教峰、磨盘石等
- 八曲（嶂岩—芙蓉滩）：烟际岩、双乳峰、鼓楼岩、涵翠岩、紫芝峰、象鼻岩、骆驼峰等
- 七曲（芙蓉滩—獭控滩）：北廊岩、天壶峰、三层峰、铸钱岩、东华岩、猴藏岩、城高岩、太姥岩等
- 六曲（獭控滩—老鸦滩）：响声岩、梧岩、晒布岩、天游峰、隐屏峰等
- 五曲（老鸦滩—古锥滩）：更衣台、天柱峰、晚对峰、仙迹岩、丹炉岩、茶灶石等
- 四曲（古锥滩—雷磕滩）：玉华峰、金谷岩、希真岩、小九曲、题诗岩、大藏峰、卧龙潭等
- 三曲（雷磕滩—水乐滩）：小藏峰、宴仙岩、仙钓台、车钱岩、升日峰、上升峰、仙游岩等
- 二曲（水乐滩—浴香潭）：仙馆岩、仙榜岩、玉女峰、妆镜台等
- 一曲（浴香潭—武夷宫）：铁板嶂、儒巾石、水光石、月岩、大王峰、幔亭峰、狮子峰等

- 朱熹的《九曲棹歌·一曲》
- 四曲大藏峰崖墓
- 二曲玉女峰
- 竹筏漂流是九曲溪的常见游览方式

## 武夷宫—大王峰景区
武夷宫始建于唐天宝年间，称天宝殿。五代闽王王审知改称武夷观，祀武夷君。南唐改称会仙观。北宋绍圣二年（1095年）改称冲佑观，时为全国九大道观之一。元明清诸朝先后称万年宫、武夷宫。
大王峰为武夷三十六名峰之首，上大下小，陡峭异常。据说此处为古时闽越先民酋长安放船棺之地，故而得名。
- “渐入佳境”牌坊
- 大王峰南麓的武夷宫
- 止止庵和大王峰
- 水光石

## 云窝—天游景区
云窝-天游景区在九曲溪中段（五曲、六曲）北岸，有隐屏峰、云窝、天游峰、桃源洞等景点，与九曲溪景区同列为两大游客最多的景区。
云窝在隐屏峰、天游峰及九曲溪三者之间，因清晨常有云雾弥漫，故而得名。北宋游酢在此筑舍，名为水云寮。北宋乡贤江贽又在此筑叔圭精舍。明代兵部侍郎陈省罢官后在叔圭精舍遗址上筑幼溪草庐，并留下大量摩崖石刻。
隐屏峰是武夷三十六峰之一，南宋淳熙十年（1183年）朱熹在峰南建武夷精舍，2000年重建。刘子羽神道碑现已移入武夷精舍保存。
天游峰和仙掌峰俱为武夷三十六峰之一，两者连为一体，顶部以胡麻涧相隔。胡麻涧保存有三十多方历代摩崖石刻。
桃源洞又称小桃源，由九曲溪六曲北岸经松鼠涧北行，至豁然开朗的谷地即为桃源洞。谷内有20世纪90年代重建的开源堂道观和高16米的老子造像。
桃源洞有小路通往三仰峰。三仰峰为武夷三十六峰之一，是风景名胜区内的最高峰，海拔717.7米。
- 隐屏峰
- 武夷精舍
- 天游峰顶观九曲溪（六曲）
- 桃源洞开源堂道观

## 虎啸岩—一线天景区
虎啸岩和一线天景区在风景名胜区南部，古时多由二曲上岸进入虎啸岩，再到一线天，今有景区公路可直达两地。虎啸岩为武夷三十六名峰之一，四壁陡峭。山南有天成禅寺。
灵岩为武夷三十六名峰之一，岩腹有三个岩洞：灵洞、伏羲洞、风洞，三洞有一条巨大的岩罅相通，长178米，最狭处仅0.3米，故称“一线天”。
- 虎啸岩
- 天成禅寺观音像
- 一线天“风洞”摩崖石刻

## 水帘洞—大红袍景区
水帘洞和大红袍景区在风景名胜区北部。水帘洞是一块巨大的内凹形岩壁，岩顶有瀑布飞流而下，岩壁内凹处有木构三贤祠，祀刘子翚、刘甫和朱熹三人。
九龙窠是一条东西向的深长峡谷，武夷岩茶名品大红袍的原生地就在九龙窠内。大红袍名丛共有六株，生长在岩壁上。九龙窠峡谷北侧高地上有天心永乐禅寺，已被列为武夷山市文物保护单位。
从水帘洞经章堂涧、慧苑寺、鹰嘴岩、流香涧可到达九龙窠。章堂涧南侧有丹霞嶂，为武夷三十六峰之一，山腰处有岩洞，洞内有清代崖居遗构，俗称“天车架”。丹霞嶂崖居已被列为福建省文物保护单位。鹰嘴岩亦为武夷三十六峰之一，岩顶斜尖，酷似鹰嘴，故而得名。慧苑寺也是武夷山市文物保护单位。
- 水帘洞
- 大红袍名丛
- 丹霞嶂崖居

## 遇林亭—莲花峰景区
遇林亭-莲花峰景区在风景名胜区的西北部，主要有遇林亭窑址、白岩崖墓、莲花峰、佛应岩、佛国岩、弥陀岩、龙峰、碧石岩等景点。